# Claude Rains
Claude Rains (geboren als William Claude Rain, Camberwell (Londen), 10 november 1889 – Laconia, 30 mei 1967) was een Brits acteur en toneelspeler die later het Amerikaans staatsburgerschap kreeg. Hij werd vier keer genomineerd voor een Academy Award voor Beste Mannelijke Bijrol.

## Biografie
Rains was de zoon van Emily Eliza (Cox) en Frederick
William Rains. Zijn vader was eveneens acteur. Rains maakte zijn debuut in het theater op elfjarige leeftijd in het stuk Nell of Old Drury. Hij werd hier opgemerkt door Sir Herbert Beerbohm Tree, oprichter van de Royal Academy of Dramatic Art. Hij betaalde voor Rains' opleiding tot acteur.
Rains diende in het Britse leger tijdens de Eerste Wereldoorlog, samen met collega-acteurs Basil Rathbone, Ronald Colman en Herbert Marshall. Hij werd bijna blind als gevolg van een gasaanval.
In het theater speelde Rains onder andere hoofdrollen in John Drinkwater's Ulysses S. Grant en Abraham Lincoln. Zijn filmcarrière kwam relatief laat van de grond. Zijn filmdebuut kwam met de hoofdrol in de Amerikaanse productie The Invisible Man (Universal; 1933); een rol die hij vooral kreeg omdat hij opviel door zijn stem tijdens de auditie. Volgens Rains leerde vooral regisseur Michael Curtiz hem hoe hij in een film moest acteren. Volgende rollen waren die van Prins John in The Adventures of Robin Hood (1938), de corrupte senator in Mr. Smith Goes to Washington (1939), en de Franse politiekapitein Renault in Casablanca (1942); zo mogelijk zijn bekendste rol. In 1943 speelde Rains de hoofdrol in de remake van Phantom of the Opera. Bette Davis noemde hem haar favoriete tegenspeler.
Naast acteren hield Rains zich ook bezig met het opnemen van Bijbelverhalen voor kinderen bij Capitol Records. In 1939 werd hij genaturaliseerd tot Amerikaan. Hij trouwde in zijn leven zes keer, waarvan de eerste vijf huwelijken eindigden in een echtscheiding: Isabel Jeans (1913–1915); Marie Hemingway (1920, minder dan een jaar); Beatrix Thomson (1924 – 8 april 1935); Frances Proper (9 april 1935–1956); en Agi Jambor (4 november 1959–1960). Hij trouwde in 1960 ten slotte met Rosemary Clark Schrode en bleef met haar getrouwd tot aan zijn dood. Hij werd vader van 1 kind: Jessica Rains.

## Gedeeltelijke filmografie
- 1933 - The Invisible Man (James Whale)
- 1934 - Crime Without Passion (Ben Hecht en Charles MacArthur)
- 1936 - Hearts Divided (Frank Borzage)
- 1936 - Anthony Adverse (Mervyn LeRoy)
- 1937 - Stolen Holiday (Michael Curtiz)
- 1937 - The Prince and the Pauper (William Keighley)
- 1937 - They Won't Forget (Mervyn LeRoy)
- 1938 - White Banners (Edmund Goulding)
- 1938 - Gold Is Where You Find It (Michael Curtiz)
- 1938 - The Adventures of Robin Hood (Michael Curtiz)
- 1938 - Four Daughters (Michael Curtiz)
- 1939 - Mr. Smith Goes to Washington (Frank Capra)
- 1939 - Four Wives (Michael Curtiz)
- 1939 - Juarez (William Dieterle)
- 1940 - The Sea Hawk (Michael Curtiz)
- 1941 - The Wolf Man (George Waggner)
- 1942 - Now, Voyager (Irving Rapper)
- 1942 - Moontide (Archie Mayo)
- 1942 - Casablanca (Michael Curtiz)
- 1944 - Passage to Marseille (Michael Curtiz)
- 1944 - Mr. Skeffington (Vincent Sherman)
- 1945 - This Love of Ours (William Dieterle)
- 1946 - Notorious (Alfred Hitchcock)
- 1946 - Caesar and Cleopatra (Gabriel Pascal)
- 1947 - The Unsuspected (Michael Curtiz)
- 1949 - The Passionate Friends (David Lean)
- 1949 - Rope of Sand (William Dieterle)
- 1950 - Where Danger Lives (John Farrow)
- 1951 - Sealed Cargo (Alfred L. Werker)
- 1959 - This Earth Is Mine (Henry King)
- 1960 - The Lost World (Irwin Allen)
- 1962 - Lawrence of Arabia (David Lean)
- 1965 - The Greatest Story Ever Told (George Stevens)

- Bibsys: 90956763
- Biblioteca Nacional de España: XX1092420
- Bibliothèque nationale de France: cb13898787k (data)
- CiNii: DA12422337
- Gemeinsame Normdatei: 122396421
- International Standard Name Identifier: 0000 0000 8101 4885
- Library of Congress Control Number: n85177494
- Nationale Bibliotheek van Letland: 000268428
- MusicBrainz: 73d8b79d-a558-4133-9fac-8800c7829037
- Nationale Bibliotheek van Tsjechië: xx0176432
- Nationale Bibliotheek van Israël: 987007421594005171
- Nationale Bibliotheek van Polen: a0000001604786
- Nederlandse Thesaurus van Auteursnamen: 243321155
- SNAC: w66x02wg
- Système universitaire de documentation: 052170594
- Trove: 1189512
- Virtual International Authority File: 22328457
- WorldCat: E39PBJbxGPRpCWcWrkfMYfXyBP